# Mattstetten
Mattstetten is een gemeente en plaats in het Zwitserse kanton Bern, en maakt deel uit van het district Bern-Mittelland.
Mattstetten telt 580 inwoners.